# جون إدواردز (سياسي بريطاني)
جون إدواردز (بالإنجليزية: John Edwards)‏ هو نقابي واقتصادي وسياسي بريطاني (وحمل سابقاً جنسية المملكة المتحدة لبريطانيا العظمى وأيرلندا)، ولد في 27 مايو 1904 في أيلزبري في المملكة المتحدة، وتوفي في 23 نوفمبر 1959 في ستراسبورغ في فرنسا. حزبياً، نشط في حزب العمال.

## مناصب
- في الانتخابات العامة في المملكة المتحدة 1945 [الإنجليزية]‏، انتخب عضو برلمان المملكة المتحدة الـ38 عن دائرة Blackburn ‏ (5 يوليو 1945 – 3 فبراير 1950).
- في الانتخابات الفرعية في مجلس العموم البريطاني [الإنجليزية]‏، انتخب عضو برلمان المملكة المتحدة الـ39 عن دائرة برايهاوس وسبينبورو [الإنجليزية]‏ (4 مايو 1950 – 5 أكتوبر 1951).
- في الانتخابات العامة في المملكة المتحدة 1951 [الإنجليزية]‏، انتخب عضو برلمان المملكة المتحدة الـ40 عن دائرة برايهاوس وسبينبورو [الإنجليزية]‏ (25 أكتوبر 1951 – 6 مايو 1955).
- في الانتخابات العامة في المملكة المتحدة 1955 [الإنجليزية]‏، انتخب عضو البرلمان الحادي والأربعين للمملكة المتحدة ‏ عن دائرة برايهاوس وسبينبورو [الإنجليزية]‏ (26 مايو 1955 – 18 سبتمبر 1959).
- في الانتخابات العامة في المملكة المتحدة 1959 [الإنجليزية]‏، انتخب عضو البرلمان الثاني والأربعون للمملكة المتحدة ‏ عن دائرة برايهاوس وسبينبورو [الإنجليزية]‏ (8 أكتوبر 1959 – 23 نوفمبر 1959).

## روابط خارجية
- جون إدواردز على موقع مونزينجر (الألمانية)